# 宜水野谷之役
宜水野谷之役是西夏与金朝的一次战争。这次战役是金灭辽之战期间，西夏与金的第二次战役。
1122年（西夏元德四年、金天辅六年）五月，西夏将领李良辅在第一次天德军之役击败金军后，以为金军怯战，不加防备。六月，李良辅听说金军将领完颜娄室率军出陵野岭，留下部将拔离速拒守，率兵渡过宜水排列方阵突击。完颜娄室抵达后，兵分为二，向西夏大军轮番冲击，转战数十里，将近宜水，金国都统完颜斡鲁率军抵达，和完颜娄室合击西夏，夏军大败，死伤达到数千人，退到野谷渡河时，涧水暴涨，淹死了很多人。